# モンスター (百田尚樹)
『モンスター』は、日本の作家・百田尚樹による小説。2010年に発表された。
美容整形の世界に触れながら、一人の女の生涯を追っていく物語で、人々の心の闇や「美しさ」のあり方を描いている。
2013年に同名で映画化され、同年11月には文庫本の発行部数も100万部を突破した。

## あらすじ
瀬戸内海に面した人口4万の古い田舎町でレストラン「オンディーヌ」を営む町一番の美女・未帆。彼女は店を経営しながらある男を待っていた。奇形的な醜さで生まれ、学校の級友はおろか実の母親にすら罵られながら育った女・和子。この和子こそがかつての未帆であった。周囲から疎まれる学生生活を送っていた和子だったが、高校で幼き日の淡い恋心を抱いた相手との再会を果たす。しかし和子の男への歪んだ思いが、ある事件を引き起こしてしまう。その常軌を逸した犯行に、町の人々は和子を「モンスター」と呼び忌み嫌う。親からは勘当される形で東京に出た和子を待っていたのは、それまでと同様、短大や職場で遭う差別された生活だった。それ故、美容整形にはまり、性風俗業に従事しながら、幾度にもわたる整形手術を繰り返していく。顔を変え、名前を変え、年齢を変え、別人の人生を手にした和子だったが、その胸のうちにはかつての初恋の男への変わらぬ思いがあった。

## 登場人物

### 主要人物
田淵 和子 / 鈴原 未帆
不細工という言葉では軽すぎるほど畸形的な醜さで生まれ、実の母親にすら「ブス」と罵られながら育った女。2つ上に智子という姉がいる。
実の親に愛されずに育ち、東京の短大に入る際、母方の祖母の養女になったため、「田淵和子」から「鈴原未帆」へと名前を変える。以降、風俗で稼ぎながら次々と整形を繰り返し、自分の理想の顔をつくりあげていく。
数年後、再び東京から生まれ育った田舎町に戻り、古いペンションを改築したレストラン「オンディーヌ」のオーナーとなる。今では町で一番美しい女となり、人々に噂されている。本当はもうすぐ38歳だが、32歳だと公言している。
高木 英介
幼い頃に夜の街を一緒にさまよった時、守ってくれたことから和子が恋した男の子。数年後、高校1年の時に同じクラスになった。背が高く、細面で綺麗な顔をした美形で、勉強もトップ。早くから株式売買に手を出し、高校生の身で数千万円稼いでいたと言われていた。
地元の国立大学を卒業後、高校時代の同級生だった香奈恵と地元のK興産で職場恋愛の末に結婚し、2人の子供がいる。2年前からニューヨーク在住。
崎村
30過ぎの髪の毛の短い男。暴力団組員で凄みと貫禄があり、ファッションヘルスや組経営の会員制高級ソープのマネージャーを務める。未帆の整形前と整形後の両方を知る人物。自分の店に整形後の未帆を雇う。
横山
恵比寿にある美容整形「横山クリニック」院長。未帆を徹底的に整形していく。

### レストラン「オンディーヌ」
梨沙
フロアスタッフ。子供らしい顔でぽっちゃりとはしているが、容姿は人並み以上。面接をして採用した。
美香
フロアスタッフ。痩せて大人びた雰囲気をもつ美人。地元のショッピングストアでスカウトした。
宇治原 陽子
掃除や洗濯、店のフロアと厨房の清掃スタッフ。旧姓：岡田。高校生の時は同じクラスで一、二を争う美少女で、和子に対しては高圧的だったが、今はくたびれた中年のおばさんになっている。
村上
「オンディーヌ」のシェフ。余計なことは一切言わないタイプの人物でもある。かつては一流ホテルのチーフをつとめていたが、定年後、自分の家を改造してビストロを出店。しかし繁盛しなかったため、閉店予定だった。たまたま未帆が最後の客となり、そこでスカウトされ、「オンディーヌ」と1年契約を結ぶ。妻を亡くしている。

### その他
田淵 智子
和子兼未帆の姉。妹とは違って痩せており、母親似の可愛らしい風貌だが、勉強ができなかったため「馬鹿」と言われ続けて育った。
足森 修司
中学校の時の生徒会長。テニス部のキャプテンで、3年の春の大会ではシングルスで準優勝する程の腕前。和子兼未帆より1つ年上。いつも白い歯を見せて笑い、笑顔が爽やかな絵に描いたような学年のアイドル。未帆の初恋の相手。
現在、がっしりとした大きな体で顔もふくよか。中年にさしかかったぽっちゃりした妻がいる。父と同じく医者になった。
三橋 光代
高校生の時の隣のクラスの美人な女の子。幼稚園時代の和子の数少ない友達のうちの1人。”道に迷って夜の町を男の子とさ迷い歩いた”思い出をもつと主張し、英介とカップルになる。
アケミ
崎村が紹介した、組が作る会員制高級ソープで働いていた時の同僚。新潟出身で、東京へ出てきて2年デパートで働いた後、風俗の道に入った。AVにも出演している。整形もしていて、未帆のことを「姉さん」と呼ぶ。優しいが、30になってもフリーターであるヒロちゃんと同棲している。
大橋 信夫
金のない平凡な中小企業の平社員。30台半ば。未帆がホームで転んで線路の上にハンドバッグを落としたのを拾ったことがきっかけで付き合い、やがて結婚する。恋愛経験が乏しく女扱いが不器用。読書家。酒が飲めない。
大橋自身の浮気発覚後、未帆とは離婚する。
石川 香奈恵
地味で目立たないが頭の良い女。高木の高校時代の同級生。

## 書籍情報
- 単行本：幻冬舎、2010年3月24日発行、ISBN 978-4-34-401807-5
- 文庫：幻冬舎文庫、2012年4月9日発行、ISBN 978-4-34-441850-9

## 映画
2013年に映画化され、4月27日全国公開された。主演は高岡早紀、監督は大九明子。R15+指定作品。キャッチコピーは、「私はバケモノ。それでも愛してくれる？」。

### 製作
ロケは伊豆急行線の伊豆北川駅や電車内で行われた。
主演の高岡早紀は主人公・和子の高校時代から30代までを全て1人で演じ、整形前の撮影シーンに挑む際は特殊メイクに2時間を要した。できあがった”ブス”姿は、ロケ現場を訪れていた原作者の百田尚樹も思わず2、3歩後ずさりしてしまう程の出来。高岡本人もその顔を見て気分が落ちたため、特殊メイクを施した江川悦子はひたすら励ましていたと撮影秘話を明かしている。その他、撮影では映画『忠臣蔵外伝 四谷怪談』（1994年公開）以来約20年ぶりのフルヌードで大胆な濡れ場も披露するなど、体当たりで撮影に挑んだ、とされたが、実際には当初からボディスーツを使用していた。
また、この年デビュー25周年を迎えた高岡は、映画のエンディング曲「君待てども〜I'm waiting for you〜」を歌手として21年ぶりにレコーディングした。「君待てども」は、1948年に平野愛子が歌った戦後を代表するヒット曲で、後に日本人初のアカデミー賞（助演女優賞）を受賞したジャズ・シンガーのナンシー梅木が1950年に英語バージョンで歌った曲。高岡が歌うのは、この日本語・英語バージョンをメドレーで歌唱したジャズ・テイストあふれるスペシャル・バージョンになっている。演奏にはジャズ・ピアニストの山下洋輔が参加した。高岡にとって山下は両親の大親友で、“洋輔おじちゃん”と呼ぶなど幼い頃から家族ぐるみの付き合いをしている間柄ながら、共演は初めてであった。息の合ったセッションでレコーディング本番はわずか3テイクでOKとなり、一切の編集なしでノーカット音源がそのまま採用されている。
公開に先駆けて4月18日には都内でプレミア試写会が行われ、主演の高岡早紀のほか、大九明子監督、脚本家の高橋美幸、特殊メイクを手がけた江川悦子が登壇した。また、主人公の和子と同じく目と鼻の整形をしたことがあることをカミングアウトしている元トリノ五輪スノーボード日本代表の今井メロもトークショーに参加し、整形前の気持ちや、整形後に前向きになれたことなどを話した。

### キャスト
- 田淵和子 / 鈴原未帆 - 高岡早紀
- 高木英介 - 加藤雅也
- 崎村 - 村上淳
- 横山 - 大杉漣
- 遠藤要
- 斉藤陽一郎
- 内野智
- 田村愛
- 稲葉友
- 菊井彰子
- 丸高愛実
- 護あさな
- 渋川清彦
- 永澤俊矢
- 志水季里子
- 森下能幸
- やべきょうすけ

### スタッフ
- 監督：大九明子
- 原作：百田尚樹
- 脚本：高橋美幸
- エグゼクティブプロデューサー：高野育郎
- 製作：関谷匡男、伊藤佳央理、小玉圭太
- 企画：伊藤秀裕
- プロデューサー：鷲頭政充
- 音楽：遠藤浩二
- エンディング曲：高岡早紀「君待てども〜I'm waiting for you〜」[10]（ビクターエンタテインメント）
- 撮影：大沢佳子
- 照明：松隈信一
- 録音：沼田和夫
- 美術：黒川通利
- 装飾：天野竜哉
- 編集：洲崎千恵子
- 整音：深井康之
- 音響効果：橋本正明
- ヘアメイクディレクション：冨沢ノボル
- 特殊造型・特殊メイク：江川悦子
- 助監督：石川浩之
- 制作担当：坂口智久、野崎竜一
- 製作：「モンスター」製作委員会（グループアム、エクセレントフィルムパートナーズ、幻冬舎）
- 制作プロダクション：エクセレントフィルムズ
- 宣伝：MUSA
- 配給：アークエンタテインメント